# 杰尼亚
杰尼亚（Ermenegildo Zegna 義大利語發音：[eɾmeneˌʤildo ˈʣeɲɲa]，常縮寫為Zegna）是意大利的一家家族式公司，主要经营高档男士服饰和配饰服装。杰尼亚由Ermenegildo Zegna於1910年在意大利北部皮埃蒙特大區比耶拉省的Trivero成立，至今仍是意大利最著名的企業之一。

## 历史
公司由Ermenegildo Zegna成立于1910年，由父亲的纺织店改装而成。现在由杰尼亚第四代家庭继承人拥有。除了生产自己品牌男士西装，它还为古馳、伊夫·聖羅蘭、登喜路公司和汤姆·福特生产服装。作为全球最大的面料生产商，年产量230万米，杰尼亚积极在全球推广木制产品。按收入结算，杰尼亚是全球最大的时尚男装品牌。亚历山德罗·萨托利担任各品牌部门的创意总监。2018年8月28日Zegna收購Thom Browne85%股權。而餘下的15%股權則繼續由Thom Browne持有。

## 創意總監
Alessandro Sartori負責品牌各個部門的創意指導。他曾在2003年至2011年擔任創意總監，五年後回到品牌，於2016年6月被任命為藝術總監。
此前，Stefano Pilati曾擔任Ermenegildo Zegna Couture的設計主管三年。從2011年到2014年，Paul Surridge是Z Zegna的創意總監。

## 公司管理
杰尼亚現在由杰尼亚家庭的第三代人管理，並仍然由家族所有。Ermenegildo（Gildo）Zegna目前是首席執行官；他的堂兄Paolo Zegna是該公司的董事長；安娜·傑尼亞（Anna Zegna）是杰尼亚基金會的總裁；埃梅內吉爾多的兒子安傑洛是名譽主席。